# Lambert de Briaerde

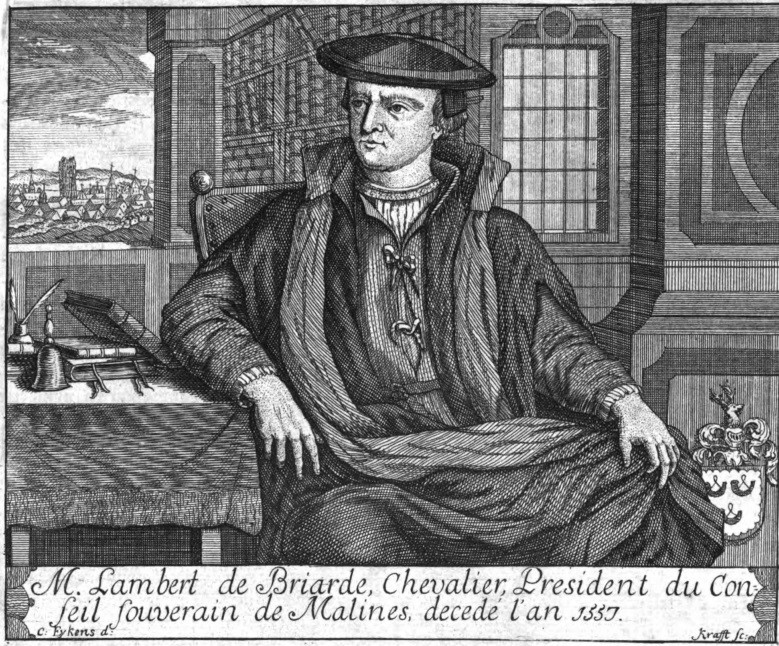
Portret van Lambert de Briaerde. Gravure in Description de Dunkerque, 1730.

Lambert of Lambrecht de Briaerde (Duinkerke, omstreeks 1493-1494 – Mechelen, 10 oktober 1557) was raadsheer (1522-1532) en voorzitter (1532-1557) van de Grote Raad van Mechelen. Voor de Habsburgse Nederlanden behoorde hij tot de selecte groep van raadgevers en diplomaten van keizer Karel V.

## Naam

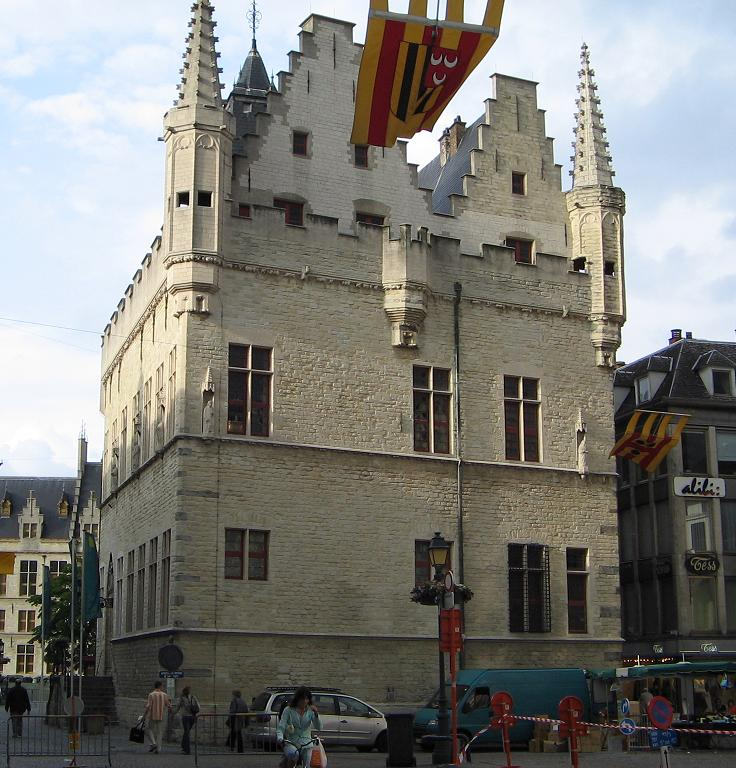
Het schepenhuis in Mechelen waar de Grote Raad van Mechelen zetelde in de tijd van de Briaerde.

Varianten van zijn naam zijn: 'de' of 'van den' en 'Bryarde', 'Bryaerde', Briarde', 'Briart'. In de persoonlijke documenten en de archiefstukken van de Grote Raad, Franstalige zowel als Nederlandstalige, staat zijn naam geschreven als 'de Briaerde' of 'de Briarde'. De spelling op zijn grafsteen luidt 'de Briaerde'.

## Familie en gezin
Lambert de Briaerde was afkomstig van Duinkerke. Volgens de kwartieren op zijn grafsteen stamde hij af van oude geslachten uit de huidige Westhoek in België en uit Frans-Vlaanderen, gewesten die toen tot het graafschap Vlaanderen behoorden, overwegend Nederlandstalig gebied. Hij was de zoon van Andries de Briaerde († Mechelen 1536), en diens tweede echtgenote Marie d'Esperlecques († Duinkerke 1512). Zijn vader was heer van Coye in Hardifort nabij Kassel. Lambert de Briaerde was de jongste van de vier zonen van dit echtpaar. Hij was de enige die universitaire studies deed. Zijn broer Karel werd burgemeester van het Brugse Vrije (1525-1526) en grootbaljuw van de kasselrij Kassel (1525-1540). Anthoon, een tweede broer, werd in 1544 benoemd tot viceadmiraal der Nederlanden.
Lambert huwde Marie Haneton (1509-1525), de dochter van Philips Haneton, kabinetssecretaris van de vorst, en Margaretha Numan. Marie Haneton stierf kort na hun huwelijk, op 22 augustus 1525. Na de dood van zijn eerste echtgenote trad hij in maart 1527 in het huwelijk met Margaretha Micault (°ca. 1509), een dochter van Jean Micault († Brussel 1539) en de Zeeuwse Livinia Cats van Welle († Brussel 1547). Jean Micault was ontvanger-generaal der Nederlanden en schatbewaarder van de Orde van het Gulden Vlies. Uit Lamberts tweede huwelijk werden twee kinderen geboren, Livinia (1528-1576) en een jongere zoon Nicolas.
Lambert de Briaerde stierf op 10 oktober 1557 en hij werd begraven in de Sint-Janskerk in Mechelen. Zijn begrafenisdienst op 8 november werd geleid door de bisschop van Doornik, Karel van Croÿ (bisschop). Lamberts echtgenote Margaretha Micault overleed op 7 oktober 1596 en ze werd te ruste gelegd bij haar man in de Sint-Janskerk in Mechelen.

## Studies

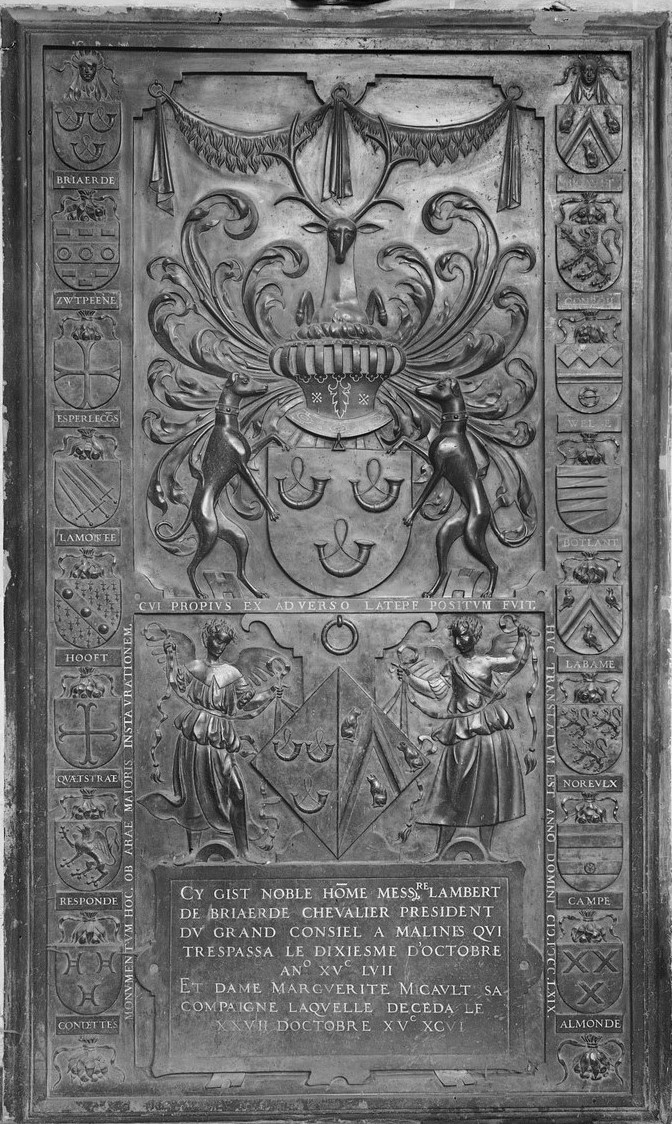
Epitaaf van Lambert de Briaerde in de Sint-Janskerk in Mechelen, rechts van het hoogaltaar.

Lambert startte op 28 februari 1511 algemene studies aan de Artes faculteit van de universiteit van Leuven, als basisopleiding ter voorbereiding van zijn studie in de rechten. Lambert werd doctor in de beide rechten (utriusque juris), wat betekent kerkelijk recht en burgerlijk recht, maar bewijzen van die opleiding zijn nergens gevonden. Algemeen wordt aangenomen dat hij zijn rechtenstudies aan de Leuvense universiteit voltooide en dat hij ze aanvulde met bijkomende studies aan een Franse universiteit.

## Jurist
Lambert de Briaerde begon in 1519 zijn carrière als advocaat aan de balie van de gewestelijke rechtbank in Gent, de Raad van Vlaanderen. Hij pleitte onder meer in rechtszaken in opdracht van Het Brugse Vrije en hij kreeg opdrachten van de Raad van Vlaanderen zelf. Vanaf begin 1522 staat hij geregistreerd als raadsheer-rekwestmeester van de Grote Raad van Mechelen, in opvolging van raadsheer Jan van der Leyden die overleden was in het najaar van 1521. In 1532 volgde Lambert Nicolas Everaerts († 9 augustus 1532) op als president van de Grote Raad. Op 27 november dat jaar werd hij officieel benoemd en tegelijk verkreeg hij de riddertitel. Vanwege zijn autoriteit inzake de rechtsleer zetelde hij vaak als extern lid in de Geheime Raad als die zich moest uitspreken over delicate of belangrijke aanklachten die bij die Raad werden ingediend. Zo maakte hij in 1544 deel uit van de onderzoekscommissie van de Geheime Raad, toen die zich moest uitspreken over de klacht van Paus Paulus III tegen een geldschieter van de keizer, Gaspar Ducci.
De Briaerde oefende het voorzitterschap van de Grote Raad gedurende 25 jaar uit, van 1532 tot 1557. Hij woonde ongetwijfeld op 25 oktober 1555 de troonsafstand bij van keizer Karel. Lambert bleef zijn functie van voorzitter van de Grote Raad verzekeren tot 18 februari 1557, op het ogenblik dat zijn opvolger Nicolas II Everaerts benoemd werd.

## Raadsman van de keizer
Eind 1531 wou keizer Karel permanent een jurist uit de Nederlanden bij hem waar hij zich ook bevond in zijn rijk, om hem te adviseren bij problemen in de Nederlanden. De keuze viel op Lambert de Briaerde. Die vervoegde de vorst in Regensburg in juni 1532 en hij reisde mee naar Mantua in Italië. Het was daar dat hij in november zijn eed van trouw als voorzitter van de Grote Raad zwoer in handen van de keizer. Als president van de Grote Raad gaf hij ook regelmatig uitleg en raad aan de landvoogdes.

## Diplomaat
Zoals alle raadsheren kreeg Lambert de Briaerde opdrachten die buiten zijn gewone dienstverband vielen. Samen met Filips de Lannoy (1487-1543), heer van Molembaix, en Jean Jonglet onderhandelde hij met de afgevaardigden van de Franse koning over de praktische uitvoering van de bepalingen van de Damesvrede van Kamerijk (3 augustus 1529). In november 1530, drie dagen na de Sint-Felixvloed, stuurde de landvoogdes hem en Adolf Herdinck, rentmeester van Zeeland Bewesten Schelde, als commissarissen naar de overstroomde gebieden om de schade vast te stellen, de organisatie van de herstelwerken te controleren en oplossingen te vinden voor de financiering van de herdijking.
Net aangesteld als president, stuurde de keizer Lambert naar zijn broer, koning Ferdinand, in Wenen, om van daaruit samen met de pauselijke nuntius een rondreis te maken langs de Duitse vorsten. Deze missie was een poging om de samenwerking van de Duitse vorsten te krijgen aan een nieuw concilie en een einde te maken aan de groeiende tegenstelling tussen de aanhangers van Luther en de Rooms-Katholieke Kerk. Lamberts volgende opdracht was in 1539. De Gentenaren hadden in 1537 geweigerd de vorstelijke bede te voldoen. Ze bleven halsstarrig weigeren en het geschil was uitgegroeid tot een regelrechte opstand. Lambert werd samen met Adolf van Bourgondië naar de stad gestuurd om na te gaan hoe ze de rebellie konden onderdrukken. Lamberts bevindingen leidden tot de redactie van de Concessio Carolina in 1540.
In 1555 nam hij deel aan de commissie die in naam van de keizer overleg pleegde met de vertegenwoordigers van de Franse koning in het Franse Grevelingen. Tot zijn gezelschap behoorden ook de belangrijkste adviseur van de vorst, Antoine Perrenot de Granvelle, en de voorzitter van de Geheime Raad, Viglius van Ayatta. Hun besprekingen vormden de basis voor de tekst van het Bestand van Vaucelles (1556), een adempauze tussen Fransen en Habsburgers in de Italiaanse Oorlog (1551-1559).